# Venturia quadrata
Venturia quadrata là một loài tò vò trong họ Ichneumonidae.